# Calliades oryx
Calliades oryx är en fjärilsart som beskrevs av Felder 1862. Calliades oryx ingår i släktet Calliades och familjen tjockhuvuden. Inga underarter finns listade i Catalogue of Life.